# Dirty Punk Records
Dirty Punk Records ist ein französisches Punkrock-Label, das seit der Jahrtausendwende Tonträger veröffentlicht. Es hat seinen Sitz in Sainte-Marie-aux-Mines, einer Gemeinde im Département Haut-Rhin in der Region Grand Est.

## Veröffentlichungen (Auswahl)

### Alben
- Les Cadavres – Au Terminus De L'Histoire (2013)
- Defiance – Rise or Fall (2005)
- Disturbance – Tox Populi (2018)
- Lower Class Brats – The New Seditionaries (2006)
- Oxymoron – Fuck the Nineties... Here's Our Noize (2020)
- The Scarred – At Half Mast (2010)
- Total Chaos – Punk Invasion (2004)
- UK Subs – Universal (2004)

### Singles und EPs
- Charge 69 – Retour Au Front (7", 2011)
- Cock Sparrer – Did You Have a Nice Life Without Me? (2008)
- SS-Kaliert – Stand Up and Fight... (7", 2004)